# Chorthippus kirghizicus
Chorthippus kirghizicus är en insektsart som beskrevs av Leo L. Mishchenko 1979. Chorthippus kirghizicus ingår i släktet Chorthippus och familjen gräshoppor. Inga underarter finns listade i Catalogue of Life.